# Mongolsko na Letních olympijských hrách 2008
Mongolsko se účastnilo Letní olympiády 2008. Zastupovalo ho 28 sportovců (14 mužů a 14 žen) v 7 sportech.

## Medailisté
| Medaile | Jméno                 | Sport             | Soutěž                        |
| ------- | --------------------- | ----------------- | ----------------------------- |
| Zlato   | Enchbatyn Badar-Úgan  | Box               | muži váha bantamová do 54 kg  |
| Zlato   | Najdangín Tüvšinbajar | Judo              | muži polotěžká do 100 kg      |
| Stříbro | Otryadyn Gündegmaa    | Sportovní střelba | ženy pistole na 25 m          |
| Stříbro | Pürevdorjin Serdamba  | Box               | muži váha lehká muší do 49 kg |